# Paco Sordo
Francisco Sordo Artaraz (El Puerto de Santa María, 28 de maig de 1978), conegut com a Paco Sordo, és un historietista, animador i il·lustrador espanyol.

## Biografia
Nascut a El Puerto de Santa María, Cádiz, després de completar la secundària va cursar un grau superior d'animació per l'Escola de Cinematografia i de l'Audiovisual de la Comunitat de Madrid (ECAM). Una de les seves primeres ocupacions com a animador va ser en Nikodemo, i posteriorment ha treballat en diversos estudis europeus, tant en sèries d'animació com en campanyes publicitàries.
En 2010 va començar la sèrie Internet: modo de empleo a la revista satírica El Jueves. Després que diversos autors abandonessin aquesta publicació al juny de 2014 per la retirada d'una portada crítica amb la proclamació de Felip VI, Sord va ser un dels dibuixants que es va involucrar en la revista digital Orgullo y satisfacción, i va mantenir la secció Tebeos basura fins al seu tancament el 2017.
Bona part de la seva obra està dedicada al públic infantil. El 2014 va editar el seu primer conte, Farton, el pedoexplorador, i des d'aleshores ha treballat principalment en el mercat francobelga, amb sèries com Niko (2021), Pum Pum (2022) i les il·lustracions del conte Viens jouer avec… les trois petits cochons (2022).
El 2021 va llançar la historieta autoconclusiva El Pacto, editada per Nuevo Nueve, en la qual ret homenatge a la historieta espanyola i a l'Escola Bruguera a través de la vida fictícia de Miguel Gorriaga, un aspirant a dibuixant que planifica el segrest de Manuel Vázquez. L'any següent El Pacto va guanyar el Premi a la Millor Obra d'Autor Espanyol del Saló del Còmic de Barcelona. Tot seguit, Sordo fou guardonat amb el Premi Nacional del Còmic de 2022, que atorga el Ministeri de Cultura d'Espanya, per haver projectat en aquesta novel·la «el llegat del còmic espanyol cap al present i el futur».

## Premis i reconeixements
- 2021 - Premi a la Millor Obra d'Autor Espanyol del Saló del Còmic de Barcelona per El Pacto.[7]
- 2022 - Premi Nacional del Còmic per El Pacto.